# Olympische Sommerspiele 1996/Teilnehmer (Israel)
| Gelbes Symbol für Goldmedaillen mit stilisierten Olympischen Ringen | Graues Symbol für Silbermedaillen mit stilisierten Olympischen Ringen | Braundes Symbol für Bronzemedaillen mit stilisierten Olympischen Ringen |
| ------------------------------------------------------------------- | --------------------------------------------------------------------- | ----------------------------------------------------------------------- |
| —                                                                   | —                                                                     | 1                                                                       |

Israel nahm bei den Olympischen Sommerspielen 1996 in der US-amerikanischen Metropole Atlanta mit 25 Sportlern, sieben Frauen und achtzehn Männern, in zehn Sportarten teil.
Seit 1952 war es die elfte Teilnahme Israels bei Olympischen Sommerspielen.

## Flaggenträger
Die Fechterin Lydia Czuckermann-Hatuel trug die Flagge Israels während der Eröffnungsfeier am 19. Juli im Centennial Olympic Stadium.

## Medaillengewinner
Mit einer gewonnenen Bronzemedaille belegte das israelische Team Platz 71 im Medaillenspiegel.

### Bronze
- Gal Fridman: Segeln, Windsurfen

## Teilnehmer nach Sportarten

### Boxen
- Vacislav Neiman
Fliegengewicht: 17. Platz

### Fechten
- Lydia Czuckermann-Hatuel
Frauen, Florett, Einzel: 13. Platz
Frauen, Florett, Mannschaft: 9. Platz

- Ayelet Ohayon
Frauen, Florett, Einzel: 26. Platz
Frauen, Florett, Mannschaft: 9. Platz

- Lilach Parisky
Frauen, Florett, Einzel: 30. Platz
Frauen, Florett, Mannschaft: 9. Platz

### Gewichtheben
- Vacislav Ivanovsky
I. Schwergewicht: Wettkampf nicht beendet

### Judo
- Oren Smadja
Halbmittelgewicht: 21. Platz

- Yael Arad
Frauen, Halbmittelgewicht: 5. Platz

### Kanu
- Lior Carmi
Frauen, Einer-Kajak, 500 Meter: Halbfinale

### Leichtathletik
- Konstantin Matusevich
Hochsprung: 17. Platz in der Qualifikation

- Danny Krasnov
Stabhochsprung: 11. Platz

- Konstantin Semyonov
Stabhochsprung: 20. Platz in der Qualifikation

- Rogel Nachum
Dreisprung: 17. Platz in der Qualifikation

### Ringen
- Gotcha Tsitsiashvili
Mittelgewicht, griechisch-römisch: 5. Platz

### Schießen
- Alex Tripolski
Luftpistole: 39. Platz
Freie Scheibenpistole: 16. Platz

- Boris Polak
Luftgewehr: 33. Platz

- Guy Starik
Kleinkaliber, Dreistellungskampf: 13. Platz
Kleinkaliber, liegend: 26. Platz

- Boris Polak
Kleinkaliber, Dreistellungskampf: 22. Platz
Kleinkaliber, liegend: 20. Platz

### Schwimmen
- Yoav Bruck
50 Meter Freistil: 24. Platz
100 Meter Freistil: 22. Platz
4 × 100 Meter Lagen: 8. Platz

- Eithan Urbach
100 Meter Rücken: 22. Platz
4 × 100 Meter Lagen: 8. Platz

- Vadim Alekseyev
100 Meter Brust: 18. Platz
200 Meter Brust: 27. Platz
4 × 100 Meter Lagen: 8. Platz

- Dan Kutler
100 Meter Schmetterling: 31. Platz
4 × 100 Meter Lagen: 8. Platz

### Segeln
- Gal Fridman
Windsurfen: Bronze

- Nir Shental
470er: 19. Platz

- Ran Shental
470er: 19. Platz

- Shani Kedmi
Frauen, 470er: 12. Platz

- Anat Fabrikant
Frauen, 470er: 12. Platz